# Die Antwoord
Die Antwoord ([di'ɑnt.ʋoːrt], с африк. — «ответ») — хип-хоп группа, образованная в 2008 году в Кейптауне (ЮАР). Группа состоит из трёх музыкантов: Уоткина Тюдора «Ninja» Джонса, Йоланди Фиссер и DJ Hi-Tek. Также в составе группы до 2011 выступал Леон Бота.
Die Antwoord выпустили свой первый студийный альбом $O$ в 2009 году, выложив его в свободный доступ для скачивания. Видеоклип на песню Enter the Ninja Архивная копия от 7 января 2014 на Wayback Machine с этого альбома привлёк внимание общественности. После короткого сотрудничества с компанией Interscope Records, в 2011 году, музыканты организовали собственный звукозаписывающий лейбл Zef Records, где и были выпущены их следующие альбомы Ten$Ion (2012) и Donker Mag (2014). Также они сделали продакшн фильма «Робот по имени Чаппи» и сыграли в нём главные роли. 16 сентября 2016 года был выпущен альбом под названием Mount Ninji and Da Nice Time Kid.
Сами участники группы определяют свой жанр музыки как «свежий новый стиль, называемый „зэф“».

## Формирование стиля
До Die Antwoord вокалист группы Ниндзя много лет выступал в различных южноафриканских хип-хоп группах и был лицом таких проектов, как The Original Evergreen, MaxNormal.TV и The Constructus Corporation. В интервью журналу Rolling Stone, Ниндзя сказал: «Всё, что я делал до Die Antwoord, было лишь экспериментами и детскими шалостями, целью которых был поиск Die Antwoord… Всё, что было ранее, было несерьёзным и бессмысленным!».
Участникам группы часто задают вопрос, не является ли их творчество шуткой или розыгрышем. Когда солиста спросили, насколько сильно он вжился в образ Ниндзя, он ответил: «Я ровно такой же Ниндзя, как Кларк Кент является Суперменом. Единственная разница, что я не снимаю на ночь свой грёбаный костюм!». Die Antwoord называют свои работы «документальной фантастикой» и «практиками, расширяющими сознание», цель которых — шокировать. Ниндзя рассказывает журналу Spin:

«Люди живут бессознательно, так что приходится использовать свое искусство как шокер, чтобы их разбудить. Некоторые почти безнадежны. Все спрашивают: „Что, серьезно? Вы не шутите?“ Мы говорим „dwanky“. Есть у нас такое словечко в Южной Африке, типа „хорош гнать“. Мы стремимся в будущее, мы движемся. Надо очень постараться, чтобы вырвать вас из серой реальности».
Оригинальный текст (англ.)«People are unconscious and you have to use your art as a shock machine to wake them up. Some people are too far gone. They’ll just keep asking, “Is it real? Is it real?” That’s dwanky. That’s a word we have in South Africa, “dwanky.” It’s like lame. “Is it real?” Dwanky. You have to be futuristic and carry on. You gotta be a good guide to help people get away from dull experience».
— Die Antwoord’s Totally Insane Words of Wisdom
Die Antwoord имеет большое количество последователей своего культа, а фан-арт поклонников группы отличается своей плодовитостью. В нескольких клипах группы использованы работы известного фотографа Роджера Баллена.
Музыкальный и визуальный стиль группы напичкан элементами Zef культуры. Идеология Zef описывается, как вычурное совмещение убогости модерна с устаревшими, отмирающими элементами культуры. Йоланди говорит:

«Это про людей, которые тюнингуют свой автомобиль, про золотые самородки и прочее дерьмо. Zef это когда ты бедный, но прикольный. Ты бедный, но ты сексуальный и стильный».
Оригинальный текст (англ.)«It’s associated with people who soup their cars up and rock gold and shit. Zef is, you’re poor but you’re fancy. You’re poor but you’re sexy, you’ve got style».

Песни группы исполняются на африкаанс, коса и английском языках.

## История группы

### Дебютный альбом $O$ и успех (2008-2010)
Die Antwoord образовались в 2008 году. Название группы переводится с африкаанс как «ответ». Их дебютный альбом $O$ был выложен на официальном веб-сайте группы для свободного скачивания. В записи альбома $O$ принимали участие музыканты Garlic Brown (также известен как Knoffel Bruin), Cape Flats, Scallywag, Jaak Paarl (также известен как Jaak), Isaac Mutant и Jack Parow. Обложку для альбома разработал фотограф Clayton James Cubitt. В 2009 году южноафриканский кинематографист Rob Malpage снял видео на песню «Enter the Ninja» (с англ. — «Входит Ниндзя»). В клипе снимался известный художник, музыкант и диджей Леон Бота, страдающий прогерией. За несколько месяцев видео набрало миллионы просмотров и музыкантам пришлось перенести свой сайт на хостинг американского провайдера из-за сильно возросшего трафика.
Сингл «Evil Boy» (с англ. — «Злой Мальчик») продюсировал американский артист Diplo, а стихи были написаны приглашённым вокалистом Wanga на его родном языке (коса). Сюжет песни завязан на отрицании традиционного для коса обрезания, и герой песни, оставшийся необрезанным, стал «злым мальчиком на всю жизнь». Видео собрало более двадцати девяти миллионов просмотров по состоянию на сентябрь 2018 года.
После успеха видео Die Antwoord подписали контракт на запись альбома с Interscope Records. В апреле 2010 года они выступили перед аудиторией в 40000 человек в рамках концерта Coachella Music Festival. После концерта группа отправилась в международный тур в поддержку дебютного альбома. В конце 2010 года Die Antwoord выиграли премию MySpace в категории «Лучшее музыкальное видео 2010 года» и премию за дебютное видео «Enter The Ninja».
Также в 2010 году Die Antwoord выпустили мини-альбом 5. Мини-альбом включает в себя как ранее выпущенный материал, так и один новый трек и один ремикс. «Fish Paste» была выпущена как промосингл. Pitchfork Media сделала альбом доступным для стрима 12 июня 2010. Журнал Rolling Stone отметил использование африкаанса и английского в материале мини-альбома, а также отметил, что такое непривычно для людей, никогда не слышавших сильного южно-африканского акцента Ниндзи, но в заключение сообщил, что «"Die Antwoord" используют рэп-клише, придавая им особый акцент, при этом захватывая и дезориентируя (слушателя)».

### Разрыв с Interscope и альбом Ten$Ion (2011-2013)
В ноябре 2011 года Die Antwoord порвали отношения с Interscope Records из-за конфликта, касающегося сингла «Fok Julle Naaiers» с их нового альбома. Йоланди рассказывает, что Interscope заставляла их «сделать текст более попсовым», чтобы заработать больше денег. Однако Die Antwoord считали иначе: «Если пытаться делать песни, которые будут нравиться другим, то группа навсегда останется дерьмом. Всегда нужно делать только то, что нравится самим. Если удастся совместить эти две задачи, то это будет чудом». И Die Antwoord удалось это сделать. Для этого группа зарегистрировала собственный независимый звукозаписывающий лейбл Zef Recordz и через него выпустила свой новый альбом. В выпуске альбома принимали участие японская компания Good Smile Company, специализирующаяся на производстве игрушек, а маркетинговую поддержку оказала Downtown Records. Помимо «Fok Julle Naaiers», в альбом вошло ещё три сингла «I Fink U Freeky», «Baby’s on Fire» и «Fatty Boom Boom», которые быстро стали хитами и привлекли внимание к группе. Однако в целом критики довольно прохладно встретили альбом. Чуть позже Die Antwoord дополнили Ten$Ion ещё одним синглом под названием «XP€N$IV $H1T».

### Европейское турне и Donker Mag (2014)
После выхода «XP€N$IV $H1T», Die Antwoord предприняли короткий тур по Европе (июнь-июль), и вскоре после начала гастролей порадовали фанатов новым синглом «Cookie Thumper!», вышедшим одновременно с видеоклипом на песню. В это же время группа объявила название очередного альбома: «Donker Mag», который увидел свет уже 3 июня 2014. 20 мая 2014 вышел клип на вторую песню — «Pitbull Terrier».

### Микстейп и Mount Ninji and da Nice Time Kid (2015-2016)
В феврале 2015 года Die Antwoord объявили, что они приступили к работе над новым материалом с DJ Muggs из Cypress Hill. 19 мая 2016 года дуэт выпустил микстейп под названием «Suck on This» на SoundCloud. Микстейп спродюсировали DJ Muggs, God (указано, что это DJ Hi-Tek) и The Black Goat. Трек-лист включает ранее выпущенные «Dazed and Confused» и «Bum Bum», а также «Gucci Coochie» в сотрудничестве с Дитой фон Тиз. 18 мая 2016 года был выпущен тизер на клипы. В микстейп также включены ремиксы некоторых из предыдущих песен группы, такие как «I Fink You Freeky», «Fok Julle Naaiers» и «Pitbull Terrier». 22 июля 2016 года было объявлено, что новый альбом будет называться «Mount Ninji и da Nice Time Kid». Альбом был выпущен 16 сентября 2016 года. Первое видео с альбома «Banana Brain» было выпущено 31 августа 2016 года. На январь 2017 года было собрано более 21 миллиона просмотров. Второе видео с альбома «Fat Faded Fuck Face» было выпущено 16 декабря 2016 года на Vimeo, а не на YouTube, из-за сцен для взрослых. Видео имеет более 900 000 просмотров по состоянию на январь 2017 года.
Как на микстейпе, так и на альбоме появилась песня «I Don’t Care», которая по сути является кавер-версией песни Владимира Шаинского «Если с другом вышел в путь», звучавшей в детском фильме «По секрету всему свету».

### House Of Zef (2017 - настоящее время)
В начале 2017 года Die Antwoord объявили через социальные сети, что они выпустят свой последний альбом под названием The Book of Zef в сентябре 2017 года и сразу же после этого прекратят свое существование. Позже группа сообщила, что её название было изменено на “27”. Первый сингл, "Love Drug", был выпущен 5 мая 2017 года. Второй сингл, "2•GOLDEN DAWN•7", – 22 июня 2018 года.
3 мая 2019 года вышел сингл "DntTakeMe4aPoes" с участием южноафриканского рэпера G Boy. В видео, опубликованном в тот же день, было показано название предстоящего альбома - "The House of Zef" и информация об участии нескольких приглашенных рэперов из Южной Африки.[41]
Четвёртый сингл, "Baita Jou Sabela", был выпущен 30 ноября 2019 года с участием южноафриканского рэпера Slagysta.
Альбом "House Of Zef" был выпущен 16 марта 2020 года без предварительного анонса.

## Медиапроекты
В 2010 году в интервью журналу Exclaim! Die Antwoord заявили, что имеют планы на выпуск пяти альбомов. Ninja также сказал, что в промежутках между альбомами музыканты будут снимать полнометражные фильмы. Работа над первым уже ведётся. Он будет называться «Ответ» и рассказывать историю группы. Зрители смогут лучше понять наши взгляды на жизнь и оценить наши приоритеты.
Группа уже выпустила короткометражку на основе песни «Wat Kyk Jy?» (африк. Куда смотришь?), которая имеется в свободном доступе в интернете.
В 2012 году группа была замечена в совместном проекте с Александром Вангом.
В 2014 году Die Antwoord снялись в фильме Нила Бломкампа «Робот по имени Чаппи» (англ. Chappie), где они играли под своими сценическими псевдонимами. Фильм вышел на российские экраны 5 марта 2015 года.Также Несколько песен группы были использованы в игре Far Cry New Dawn. Треки группы Fatty Boom Boom и Cookie Thumper звучат на радиостанции Рейдеров, услышать треки можно как за рулем автомобиля, так и при взятии аванпостов в игре.

## Сотрудничество с другими артистами
Фотограф Роджер Баллен помогал группе с декорациями для их первого клипа «Enter the Ninja». Баллен также принимал участие в съёмках клипа «I Fink U Freeky». В видеоклипе были использованы некоторые работы Баллена.
Создатель «Горьких Комиксов» Антон Каннемейер использовал образ Die Antwoord в своих работах. Делясь впечатлениями о песне «Doos dronk», он сказал следующее: «Если существует песня, отражающая идеологию „Горьких Комиксов“, то это именно „Doos dronk“».
В 2013 году Die Antwoord отклонили предложение Леди Гаги выступать на разогреве во время её южноафриканского турне.
На концерте группы 2 июля 2013 года в Санкт-Петербурге в клубе «А2» на разогреве у Die Antwoord выступала российская рэйв-группа Little Big.

## Вдохновение для видеоклипов
В рекламном видео альбома Ten$Ion использовался образ, сильно напоминающий персонажа из скульптурной композиции The Butcher Boys, работы Jane Alexander. По требованию правообладателей видео было уничтожено.
Работа Антона Каннемейера «Чёрный гинеколог» (англ. Black Gynecologist) послужила вдохновением для эпизода с извлечением насекомого Parktown prawn из Леди Гаги, в клипе «Fatty Boom Boom».

## Состав группы
- Ninja — MC
- Yo-landi Vi$$er — MC
- DJ Hi-Tek — DJ
- Vuilgeboost — Live DJ.

## Дискография

### Альбомы
| Год  | Название                                | Лейбл |
| ---- | --------------------------------------- | ----- |
| 2009 | $O$ Cherrytree, Interscope (перевыпуск) |       |
| 2012 | Ten$ion                                 | Zef   |
| 2014 | Donker Mag                              | Zef   |
| 2016 | Mount Ninji and da Nice Time Kid        | Zef   |
| 2020 | House Of Zef                            | Zef   |

| Год  | Название | Лейбл                  |
| ---- | -------- | ---------------------- |
| 2010 | 5        | Cherrytree, Interscope |
| 2010 | Ekstra   | Interscope             |

| Год  | Название     | Лейбл |
| ---- | ------------ | ----- |
| 2016 | Suck on This | Zef   |

### Синглы
| Год  | Название песни                                               | Альбом                                          |
| ---- | ------------------------------------------------------------ | ----------------------------------------------- |
| 2009 | Wat Pomp                                                     | $O$                                             |
| 2009 | Beat Boy                                                     | $O$                                             |
| 2010 | Enter the Ninja                                              | 5                                               |
| 2010 | Fish Paste                                                   | 5                                               |
| 2010 | Evil Boy                                                     | $O$                                             |
| 2011 | Rich Bitch                                                   | $O$                                             |
| 2011 | Fok Julle Naaiers                                            | Ten$ion                                         |
| 2012 | I Fink U Freeky                                              | Ten$ion                                         |
| 2012 | Baby’s on Fire                                               | Ten$ion                                         |
| 2012 | Fatty Boom Boom                                              | Ten$ion                                         |
| 2012 | Dis Iz Why I’m Hot (Zef Remix)                               | Неальбомный сингл                               |
| 2012 | XP€N$IV $H1T                                                 | Неальбомный сингл                               |
| 2013 | Cookie Thumper!                                              | Donker Mag                                      |
| 2014 | Pitbull Terrier                                              | Donker Mag                                      |
| 2014 | Ugly Boy                                                     | Donker Mag                                      |
| 2016 | Dazed and Confused (при уч. God)                             | Suck on This                                    |
| 2016 | Bum Bum (при уч. God)                                        | Suck on This                                    |
| 2016 | Gucci Coochie (при уч. Dita Von Teese, The Black Goat & God) | Suck on This / Mount Ninji and da Nice Time Kid |
| 2016 | Banana Brain                                                 | Mount Ninji and da Nice Time Kid                |
| 2016 | We Have Candy                                                | Mount Ninji and da Nice Time Kid                |
| 2016 | Fat Faded Fuck Face                                          | Mount Ninji and da Nice Time Kid                |
| 2017 | Love Drug                                                    | Неальбомный сингл                               |
| 2018 | 2•Golden Dawn•7                                              | Неальбомный сингл                               |

| Год  | Название песни            |
| ---- | ------------------------- |
| 2009 | Wat Pomp (Sixteen Jones)  |
| 2009 | Dagga Puff                |
| 2009 | In Your Face              |
| 2009 | Never le Nkemise          |
| 2009 | Orinoco Ninja Flow        |
| 2009 | She Wakes Me a Killer     |
| 2009 | Super Evil                |
| 2009 | Tic Tic Tic               |
| 2010 | Very Fancy                |
| 2010 | Wie Maak Die Jol Vol      |
| 2010 | Money and da Power        |
| 2010 | Zef Side/Beat Boy         |
| 2011 | U Make a Ninja Wanna Fuck |
| 2011 | Dj Hi — Tek Rulez         |
| 2011 | Liewe Maatjies            |
| 2011 | Wat Kyk Jy                |
| 2011 | Doos Dronk                |
| 2020 | Zef Goema Megamix         |
| 2022 | "Baruch In Jou Oeg"       |
| 2022 | "Age of Illusion"         |
| 2023 | "Reanimated"              |
| 2024 | "Everything is Perfect    |

### Саундтрек
| Год  | Песня                           | Использовано         |
| ---- | ------------------------------- | -------------------- |
| 2012 | I Fink U Freeky                 | Far Cry 3            |
| 2013 | Liewe Maatjies                  | Тачка №19            |
| 2014 | Enter the Ninja (DJ Fishsticks) | Бледный ВИД–2        |
| 2015 | Baby’s On Fire                  | Робот по имени Чаппи |
| 2015 | Baby’s On Fire                  | Стыд                 |
| 2017 | Fatty Boom Boom                 | Far Cry 5            |

## Видеография
| Год  | Название                                                                 |
| ---- | ------------------------------------------------------------------------ |
| 2010 | Beat Boy Архивная копия от 25 сентября 2017 на Wayback Machine           |
| 2010 | Enter The Ninja Архивная копия от 7 января 2014 на Wayback Machine       |
| 2010 | Evil Boy Архивная копия от 29 сентября 2017 на Wayback Machine           |
| 2011 | Rich Bitch Архивная копия от 25 сентября 2017 на Wayback Machine         |
| 2012 | Fatty Boom Boom Архивная копия от 20 июля 2013 на Wayback Machine        |
| 2012 | I Fink U Freeky Архивная копия от 4 октября 2017 на Wayback Machine      |
| 2012 | Baby’s on Fire Архивная копия от 9 сентября 2017 на Wayback Machine      |
| 2012 | Fok Julle Naaiers Архивная копия от 28 июля 2013 на Wayback Machine      |
| 2012 | Dis Iz Why I’m Hot Архивная копия от 18 августа 2017 на Wayback Machine  |
| 2013 | Cookie Thumper Архивная копия от 14 февраля 2017 на Wayback Machine      |
| 2014 | Pitbull Terrier                                                          |
| 2014 | Ugly Boy Архивная копия от 6 ноября 2014 на Wayback Machine              |
| 2016 | Banana Brain Архивная копия от 1 сентября 2016 на Wayback Machine        |
| 2017 | Fat Faded Fuck Face Архивная копия от 14 февраля 2017 на Wayback Machine |
| 2018 | Alien Архивная копия от 4 сентября 2018 на Wayback Machine               |

## Фильмография
В июле 2017 года группа выпустила короткометражный хоррор-фильм «Томми не уснуть». В ролях Сикстин Джонс (16 Jones) и Джек Блэк. Режиссёр ¥o-landi Vi$$er и Роджер Баллен.
В 2015 году состоялся выход фильма «Робот по имени Чаппи», в котором артисты сыграли главные роли.